# ژوزف بارموش
ژوزف بارموش (انگلیسی: Jozef Barmoš؛ زادهٔ ۲۸ اوت ۱۹۵۴) یک بازیکن فوتبال اهل چکسلواکی است.
از باشگاه‌هایی که در آن بازی کرده‌است می‌توان به دوکلا پراگ اشاره کرد.